# Колупаев, Борис Сергеевич
Борис Сергеевич Колупаев (укр. Борис Сергійович Колупаєв, род. 4 сентября 1937) — советский и украинский физико-химик, кандидат физико-математических наук (1970), доктор химических наук (1983), профессор (1984), академик Национальной академии педагогических наук Украины, заслуженный работник образования Украины.

## Биография
Закончил Ровенский педагогический институт в 1960, работал учителем. С 1963 работает в Ровенском педагогическом институте имени М. З. Мануильского, с 1971 до 1974 являлся деканом физико-математического факультета, с 1974 до 1984 проректор по научной и учебной работе, с 1984 до 1998 ректор, с 1998 заведующий кафедрой физики и советник ректора. С 1993 состоит главным редактором сборника научных трудов «Физика конденсированных высокомолекулярных систем». Предложил теорию энергообменных процессов в композиционных полимерных материалах, способ формирования импульсов высокоамплитудных токов в гидросреде, теоретически обосновал и получил полимерные композиционные материалы с отрицательным коэффициентом Пуассона.

## Публикации
- Колупаев Б. С. Релаксационные и теоретические свойства наполненных полимерных систем. Л., 1980.
- Френкель С. Я., Цыгельный И. М., Колупаев Б. С. Молекулярная кибернетика. Л., 1990.
- Колупаев Б. Б., Колупаев Б. С., Левчук В. В. Взаємозв'язок фізико-механічних і теплофізичних властивостей гнучколанцюгових полімерів. Фізика і хімія твердого тіла. - 2023. - Т. 24. - № 3. - С. 536-541.[3]